# Ankergracht (schip, 1991)
De Ankergracht was een vrachtschip van bevrachtingskantoor Spliethoff, thuishaven Amsterdam. Het schip was besteld bij Tille Scheepsbouw te Kootstertille, vanwege de afmetingen werd de bouw uitbesteed bij Frisian Shipyard te Harlingen. De Ankergracht was een schip uit de zogenaamde A-serie, een serie van twaalf schepen gebouwd tussen 1989 en 1992 op diverse Nederlandse scheepswerven. Het schip werd wereldwijd ingezet.
Tussen augustus 2012 en september 2013 heeft de Ankergracht voor de Swire Group onder de charternaam Tasman Sky gevaren.
In 2016 is het schip naar Rusland verkocht, hernoemd in Tambey, thuishaven Archangel.